# Вреденхаген
Вреденхаген (њем. Wredenhagen) општина је у њемачкој савезној држави Мекленбург-Западна Померанија. Једно је од 60 општинских средишта округа Мириц. Према процјени из 2010. у општини је живјело 536 становника. Посједује регионалну шифру (AGS) 13056073.

## Географски и демографски подаци
Вреденхаген се налази у савезној држави Мекленбург-Западна Померанија у округу Мириц. Општина се налази на надморској висини од 68 метара. Површина општине износи 28,1 km². У самом мјесту је, према процјени из 2010. године, живјело 536 становника. Просјечна густина становништва износи 19 становника/km².